# Substrat (lingüística)
En lingüística, un substrat és la llengua o llengües que en un territori determinat ha estat substituïda per una llengua dominant, per causes d'una colonització o una conquesta, i la seva influència en la nova llengua amb alguns trets lingüístics. Es tracta d'una proposta d'anàlisi de les llengües en contacte basat en una metàfora geològica en la qual les diferents influències lingüístiques d'una llengua es classifiquen com estrats superposats. Així doncs, quan es produeix un procés de substitució lingüística, la segona llengua (L2) conserva elements de la llengua anterior (L1), és a dir, del seu substrat lingüístic.
En primer lloc, alguns elements de la L1 (la llengua en procés de substitució) es transfereixen a la interllengua L1/2, és a dir, la llengua resultant de l'esforç inicial per adquirir la L2. Aquesta llengua resultant es tracta d'una llengua plena d'interferències lingüístiques de la L1. En segon lloc, els trets de la L1 es mantenen quan els parlants ja dominen la L2. Finalment, aquests trets passen a formar part de la L2 i són transmesos de generació en generació un cop ja s'ha consumat el procés de substitució.

## La teoria del substrat
Juntament amb el concepte de substrat i seguint la metàfora geològica hi trobem els conceptes de superstrat i adstrat. L'efecte contrari s’anomena superestrat, és a dir, la influència d'una llengua dominant sobre la llengua autòctona. L'adstrat fa referència a la influència mútua de dues llengües amb un prestigi similar. Actualment, aquesta teoria del substrat està en decadència perquè es tracta d'una simplificació molt útil, però que emmascara dinàmiques sociolingüístiques més complexes. A més, sovint s'ha abusat del concepte de substrat per explicar fenòmens dels quals no se'n coneix l'origen.

## El substrat del català
El català que té com a origen el llatí vulgar parlat pels colonitzadors romans manté elements de les llengües que parlava la població autòctona (ibèric i basc). Així doncs, el substrat basc ha donat lèxic català com esquerre, pissarra, i alguns topònims del nord-oest de Catalunya com Esterri, Benavarri o Ordino. El substrat basc també ha servit per explicar trets fonètics com la confusió entre la oclusiva bilabial sonora [b] i la fricativa labiodental sonora [v]. D'altres han explicat la divisió entre català en els blocs oriental i occidental pel substrat, tot i això, el fet de tenir molt poca informació sobre les llengües preromanes fa que sigui difícil fer-ne conjectures.